# Gran Jingan
El Gran Jingan en chino simplificado: 大兴安岭; y en chino tradicional: 大兴安岭; en  pinyin : Dàxīng'ānlǐng; manchú Hinggan Amba) es una cadena de montañas volcánicas de la República Popular China localizadas en la región autónoma de Mongolia Interior y en la provincia de Heilongjiang. El Gran Jingan abarca 1.200 km de norte a sur y divide las llanuras del nordeste de China, al este de la meseta mongol. La altitud media está entre los 1.200 y los 1.300 m, y la altitud máxima es de 2.035 metros.
El Gran Jingan está muy arbolado.
La flora y la fauna del Gran Jingan incluye la grajilla oriental (Coloeus dauuricus), el alcaudón isabel (Lanius isabellinus), la golondrina daurica (Hirundo daurica), el espino amarillo (Rhamnus davurica) y  alerce de Gmelin (Larix gmelinii). La región es llamada dauriense y es la transición entre las regiones ecológicas siberiana y manchúe.
Las laderas del Gran Jingan son ricas en pastos y es de allí, de donde son originarios los kitán, fundadores de la dinastía Liao.